# Macrocera hermonophila
Macrocera hermonophila är en tvåvingeart som beskrevs av Chandler 1994. Macrocera hermonophila ingår i släktet Macrocera och familjen platthornsmyggor.
Artens utbredningsområde är Israel. Inga underarter finns listade i Catalogue of Life.